# Philogenia cassandra
Philogenia cassandra är en trollsländeart som beskrevs av Hagen in Selys 1862. Philogenia cassandra ingår i släktet Philogenia och familjen Megapodagrionidae. IUCN kategoriserar arten globalt som livskraftig. Inga underarter finns listade i Catalogue of Life.